# Wilhelm Kaltenstadler
Wilhelm Kaltenstadler (* 22. September 1936 in Affing) ist ein deutscher Historiker und Autor mehrerer fachwissenschaftlicher Bücher. Kaltenstadler veröffentlichte Werke zur antiken und europäischen neuzeitlichen Sozial-, Wirtschafts- und Kulturgeschichte sowie zur bayerischen Volkskunde.

## Leben
Nach seiner Schulzeit in den humanistischen Gymnasien St. Stephan und Descartes in Neuburg an der Donau, die er 1958 mit Abitur abschloss, studierte Kaltenstadler, zunächst Philosophie und hebräische Sprachlehre an der Philosophischen Hochschule St. Stephan in Augsburg. Danach folgte ein Studium der Geschichte und Philosophie an der Universität München und an der Universität Wien, wo er mit dem Thema „Bayerisch-Österreichische Handelspolitik im 18. Jahrhundert“ im Fach Wirtschaftsgeschichte bei Alfred Hoffmann 1966 mit „summa cum laude“ promovierte. Danach folgte von 1966 bis 1969 ein Studium der Volkswirtschaftslehre als Stipendiat der „Stiftung Volkswagenwerk“, welches er als Dipl.-Volkswirt „magna cum laude“ abschloss. Dann folgte ein post-graduate Studium mit Diplom-Abschluss 1970 zur Geschichte des mediterranen Mittelalters an der Universität Florenz.
Nach einer Tätigkeit als wissenschaftlicher Assistent am Institut für Sozialgeschichte und Demographie bei Walter Rubner an der Universität Regensburg bis 1971 wurde er 1972 akademischer Rat für den Bereich „Wirtschaftsgeschichte“ am Institut für Alte Geschichte an der Universität München und ab 1974 auch Lehrbeauftragter für antike Sozial- und Wirtschaftsgeschichte. Ab 1977 widmete sich Kaltenstadler neben seiner publizistischen Tätigkeit vor allem der Erwachsenenbildung mit Kursen zur Ausbildung von Betriebswirten in Steuer, Lehre und Finanzierung, und Studenten Fortbildungskurse im Rahmen von Upgrade-Studien an den Instituten „Sabel-Akademie“ München und der Münchner Volkshochschule. Seit 1987 war er für das Telekolleg in Ingolstadt im Fach „Geschichte“ und seit 1997 auch in den Fächern Betriebliches Rechnungswesen, BWL und VWL tätig. Daneben hielt er ab 1990 Vorträge zu den Themen Informationsbildung und Globalisierung in Kooperation mit verschiedenen Konferenzen und Veranstaltungen der Universität Prag und der Universität Belgrad. Im Mai 1998 erfolgte seine Ernennung zum Honorarprofessor im Institut für strategische Studien an der Universität Belgrad wegen seiner umfangreichen Kenntnis slawischer Sprachen, der Geschichte und Kultur slawischer Völker in Mittelalter und Neuzeit, und fächerübergreifender wissenschaftlicher Tätigkeit. Er ist seit 2002 im Ruhestand in der Nähe von München lebend. Kaltenstadler ist Vater von vier Kindern, und verheiratet mit Hermine, geb. Biederwolf.

## Werk
Sein Hauptwerk, ist  das Buch „Arbeitsorganisation und Führungssystem bei den römischen Agrarschriftstellern“, Gustav Fischer Verlag, Stuttgart 1978. Zu dieser Thematik erschienen auch ein Artikel „Geschichte der Führung – Altertum“, im Handwörterbuch der Führung, im Poeschel Verlag, Stuttgart 1995. Ferner fanden seine Bücher „Der zivilisatorische Faktor“, „Wie Europa wurde was es ist“, Beachtung. Hier beschreibt Kaltenstadler, dass das heutige europäisches Geschichtsbild, das im Mittelalter und in der Renaissancezeit in weiten Teilen nachgeschrieben wurde, zu einer Überbewertung des Hellenismus und der arabischen Kultureinflüsse und zu einer Unterbewertung jüdischer Kultureinflüsse, insbesondere der ersten Jahrhunderten nach Christus geführt hat.

## Trivia
Wilhelm Kaltenstadler ist wissenschaftlicher Beirat der Nicolas-Benzin-Stiftung zur Förderung der Bildung auf den Gebieten der Kulturgeschichte des Judentums und der Geschichte der Medizin. Diese vergibt den Professor Wilhelm Kaltenstadler-Preis für interkulturellen Dialog.

## Schriften (Auswahl)
- Arbeitsorganisation und Führungssystem bei den römischen Agrarschriftstellern, Fischer, Stuttgart-New York 1978
- Bevölkerung und Gesellschaft Ostbayerns im Zeitraum der frühen Industrialisierung, Laßleben, Kallmünz 1977
- Experimentum Sociale. Studien zur Wirtschafts- und Sozialentwicklung Siziliens, Uni-Druck, München 1972
- Das Haberfeldtreiben. Theorie-Entwicklung-Sexualität und Moral. Sozialer Wandel und soziale Konflikte. Staatliche Bürokratie-Niedergang-Organisation. Unverhau, München 1999 ISBN 3-923395-13-2
- Der zivilisatorische Faktor. Die jüdisch-christlichen Wurzeln der europäischen Zivilisation, U.B.W., Hamburg 2003 ISBN 3-9804324-5-9
- Wie Europa wurde was es ist. Beiträge zu den Wurzeln der europäischen Kultur. Ancient Mail Verlag, Groß-Gerau 2006 ISBN 978-3-935910-37-8
- Antijudaismus, Antisemitismus, Antizionismus, Philosemitismus (Jerusalemer Texte, Band 5). Verlag Traugott Bautz, Nordhausen 2011, ISBN 978-3-88309-647-6.
- Interpretation der Vorreden Der ´Historia Francorum´ bei Gregor von Tours. Verlag Traugott Bautz, Nordhausen 2011, ISBN 978-3-88309-630-8.
- Maqalā fi al-rabw (Jerusalemer Texte, Band 12). Verlag Traugott Bautz, Nordhausen 2013, ISBN 978-3-88309-433-5.
- Ernährung im medizinischen Werk des Moses Maimonides (Jerusalemer Texte, Band 14). Verlag Traugott Bautz, Nordhausen 2015, ISBN 978-3-88309-960-6.
- Haberfeldtreiben und Obrigkeit in Bayern. Verlag Traugott Bautz, Nordhausen 2015, ISBN 978-3-95948-079-6.
- Altes Testament, jüdische Kultur und deutsches Judentum (Jerusalemer Texte, Band 21). Verlag Traugott Bautz, Nordhausen 2018, ISBN 978-3-95948-382-7.